# Зе Роберто
Зе Роберто (порт. Zé Roberto, нар. 6 липня 1974, Іпіранга) — бразильський футболіст, півзахисник «Палмейраса».

## Клубна кар'єра
У дорослому футболі дебютував 1994 року виступами за команду клубу «Португеза Деспортос», в якій провів три сезони, взявши участь у 61 матчі чемпіонату.
У 1997–1998 роках грав у складі клубу «Реал Мадрид», проте не зміг пробитися до основи і повернувся на батьківщину в «Фламенго».

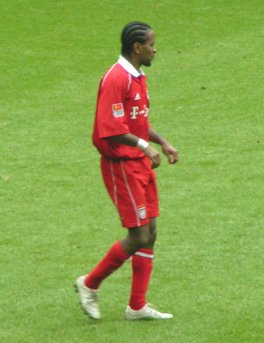
Зе Роберту під час виступів за «Баварію». 15 квітня 2006 року.

Своєю грою за останню команду привернув увагу представників тренерського штабу клубу «Баєр 04», до складу якого приєднався того ж таки 1998 року. Відіграв за команду з Леверкузена наступні чотири сезони своєї ігрової кар'єри. Більшість часу, проведеного у складі «Баєра», був основним гравцем команди.
У 2002 році уклав контракт з клубом «Баварія», у складі якого провів наступні чотири роки своєї кар'єри гравця. Граючи у складі мюнхенської «Баварії» також здебільшого виходив на поле в основному складі команди. За цей час тричі виборював титул чемпіона Німеччини та став триразовим володарем Кубка Німеччини.
У 2006–2007 роках грав у складі «Сантуса», після чого знову повернувся до «Баварії», у складі якої додав до переліку своїх трофеїв ще один титул чемпіона Німеччини і знову ставав володарем Кубка Німеччини.
У 2009 перейшов у «Гамбург», ставши найбільш високооплачуваним гравцем команди. У складі «червоноштанників» наступні провів два сезони.
Продовжив професійну ігрову кар'єру у катарському клубі «Аль-Гарафа», за команду якого виступав протягом сезону 2011/12 років.
Після завершення сезону в травні Зе Роберто повернувся до Бразилії і став гравцем «Греміо», де провів наступні 2,5 сезони. 9 грудня 2014 р Зе Роберто покинув «Греміо», оскільки клуб вирішив не продовжувати контракт з гравцем.
22 грудня 2014 року Зе Роберто приєднався до «Палмейраса», підписавши контракт на один рік. Він був відразу призначений капітаном команди і допоміг їй виграти Кубок Бразилії, забивши 4 голи на турнірі. Наразі встиг відіграти за команду з Сан-Паулу 29 матчів в національному чемпіонаті.

## Виступи за збірну
У 1995 році дебютував в офіційних матчах у складі національної збірної Бразилії.
У складі збірної був учасником розіграшу Золотого кубка КОНКАКАФ 1996 року у США, де разом з командою здобув «срібло», розіграшу Кубка Конфедерацій 1997 року у Саудівській Аравії, здобувши того року титул переможця турніру, розіграшу Кубка Америки 1997 року у Болівії, здобувши того року титул континентального чемпіона, чемпіонату світу 1998 року у Франції, де разом з командою здобув «срібло», розіграшу Кубка Конфедерацій 1999 року у Мексиці, де разом з командою здобув «срібло», розіграшу Кубка Америки 1999 року у Прагваї, здобувши того року титул континентального чемпіона, розіграшу Кубка Конфедерацій 2005 року у Німеччині, здобувши того року титул переможця турніру, та чемпіонату світу 2006 року у Німеччині.
Протягом кар'єри у національній команді, яка тривала 13 років, провів у формі головної команди країни 84 матчі, забивши 6 голів.

## Статистика виступів

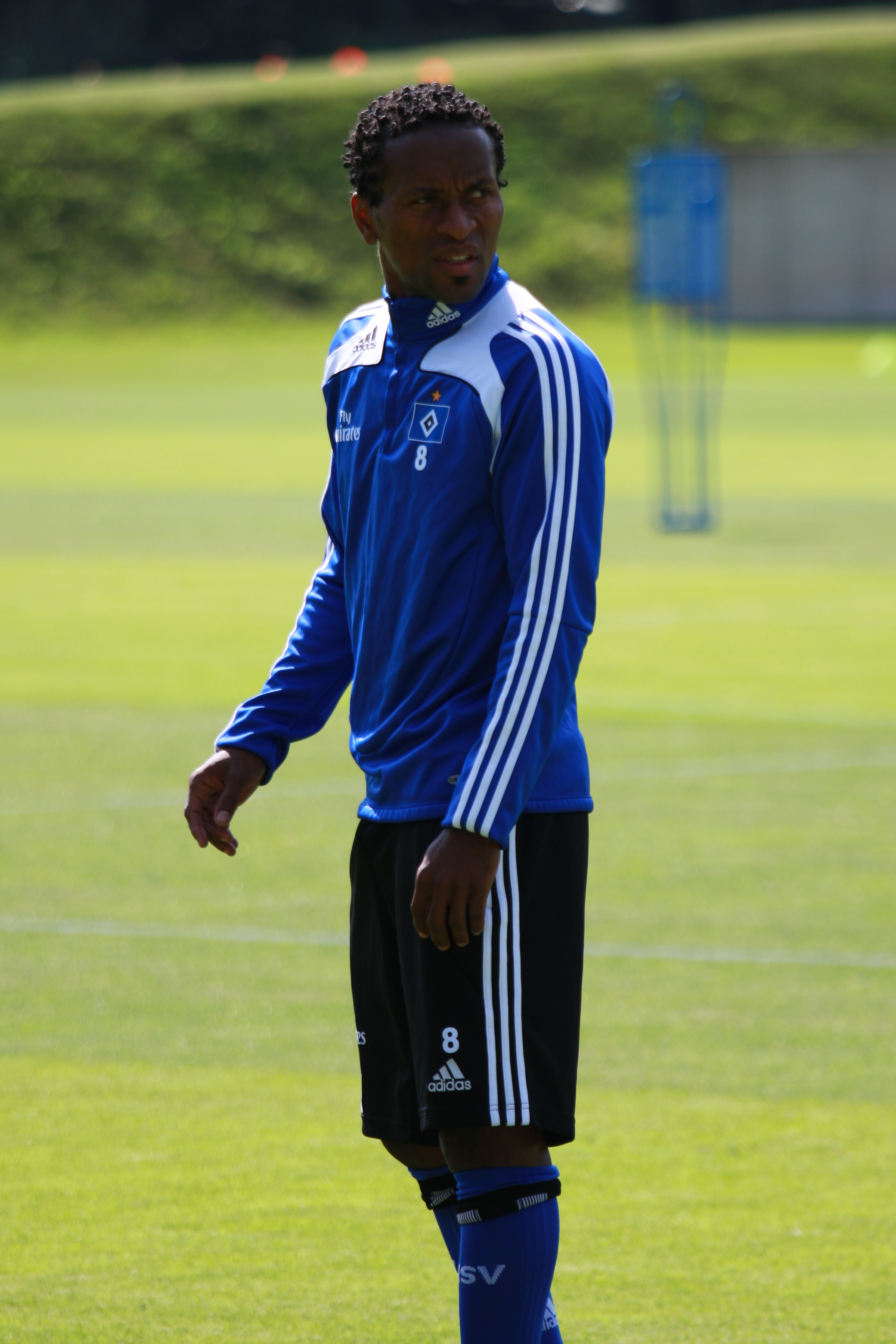
Зе Роберту під час виступів за «Гамбург». 21 липня 2009 року.

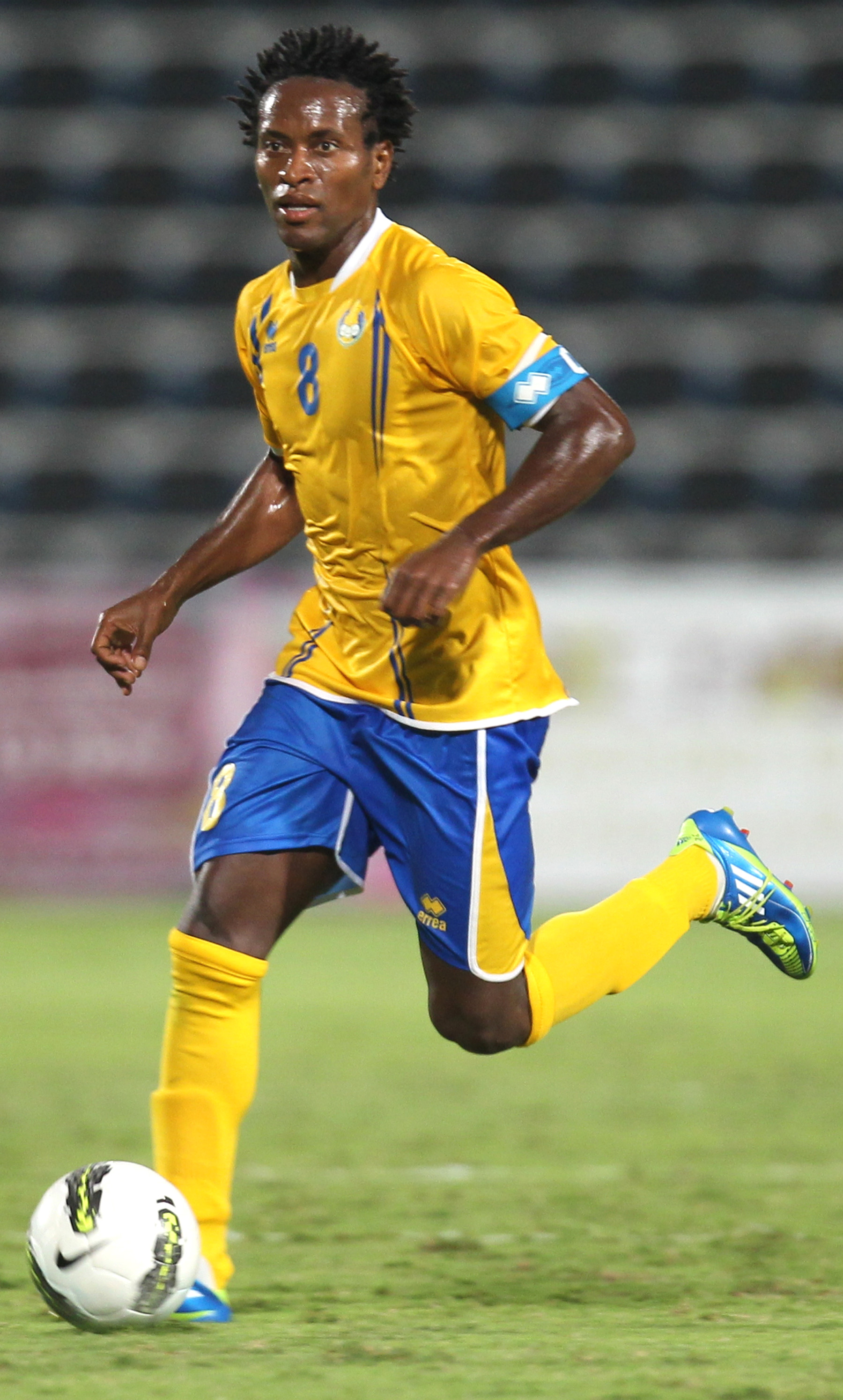
Зе Роберту під час виступів за «Аль-Гарафу». 29 жовтня 2011 року.

### Статистика клубних виступів
| Сезон                   | Команда                 | Чемпіонат               | Чемпіонат | Чемпіонат | Національний кубок | Національний кубок | Національний кубок | Континентальні кубки | Континентальні кубки | Континентальні кубки | Інші змагання | Інші змагання | Інші змагання | Усього | Усього |
| Сезон                   | Команда                 | Ліга                    | Ігор      | Голів     | Ліга               | Ігор               | Голів              | Ліга                 | Ігор                 | Голів                | Ліга          | Ігор          | Голів         | Ігор   | Голів  |
| ----------------------- | ----------------------- | ----------------------- | --------- | --------- | ------------------ | ------------------ | ------------------ | -------------------- | -------------------- | -------------------- | ------------- | ------------- | ------------- | ------ | ------ |
| 1996–97                 | «Реал Мадрид»           | ПД                      | 9         | 0         | КІ                 | 0                  | 0                  | -                    | -                    | -                    | -             | -             | -             | 9      | 0      |
| 1997–98                 | «Реал Мадрид»           | ПД                      | 6         | 0         | КІ                 | 0                  | 0                  | ЛЧ                   | 4                    | 1                    | СІ            | 2             | 0             | 12     | 1      |
| Усього за «Реал Мадрид» | Усього за «Реал Мадрид» | Усього за «Реал Мадрид» | 15        | 0         |                    | 0                  | 0                  |                      | 4                    | 1                    |               | 2             | 0             | 21     | 1      |
| 1998                    | «Фламенго»              | ЛК+A                    | 13+11     | 0         | КБ                 | -                  | -                  | -                    | -                    | -                    | -             | -             | -             | 24     | 0      |
| 1998–99                 | «Баєр 04»               | БЛ                      | 32        | 4         | КН                 | 1                  | 0                  | КУЄФА                | 4                    | 0                    | КЛ            | 1             | 0             | 38     | 4      |
| 1999–00                 | «Баєр 04»               | БЛ                      | 27        | 7         | КН                 | 0                  | 0                  | ЛЧ+КУЄФА             | 1+2                  | 0                    | -             | -             | -             | 30     | 7      |
| 2000–01                 | «Баєр 04»               | БЛ                      | 24        | 2         | КН                 | 1                  | 0                  | ЛЧ+КУЄФА             | 5+2                  | 0                    | -             | -             | -             | 32     | 2      |
| 2001–02                 | «Баєр 04»               | БЛ                      | 30        | 4         | КН                 | 5                  | 0                  | ЛЧ                   | 15                   | 1                    | -             | -             | -             | 50     | 5      |
| Усього за «Баєр 04»     | Усього за «Баєр 04»     | Усього за «Баєр 04»     | 113       | 17        |                    | 7                  | 0                  |                      | 29                   | 1                    |               | 1             | 0             | 150    | 18     |
| 2002–03                 | «Баварія»               | БЛ                      | 31        | 1         | КН                 | 4                  | 1                  | ЛЧ                   | 7                    | 0                    | КЛ            | 0             | 0             | 42     | 2      |
| 2003–04                 | «Баварія»               | БЛ                      | 30        | 2         | КН                 | 2                  | 0                  | ЛЧ                   | 7                    | 0                    | КЛ            | 1             | 0             | 40     | 2      |
| 2004–05                 | «Баварія»               | БЛ                      | 22        | 1         | КН                 | 4                  | 0                  | ЛЧ                   | 8                    | 1                    | КЛ            | 2             | 1             | 36     | 3      |
| 2005–06                 | «Баварія»               | БЛ                      | 27        | 1         | КН                 | 4                  | 0                  | ЛЧ                   | 8                    | 0                    | КЛ            | 1             | 0             | 42     | 3      |
| 2006                    | «Сантус»                | ЛП+A                    | 0+12      | 2         | КБ                 | -                  | -                  | ПаК                  | 1                    | 0                    | -             | -             | -             | 13     | 2      |
| 2007                    | «Сантус»                | ЛП+A                    | 20+1      | 3+0       | -                  | -                  | -                  | КЛ                   | 14                   | 7                    | -             | -             | -             | 35     | 10     |
| Усього за «Сантус»      | Усього за «Сантус»      | Усього за «Сантус»      | 21+13     | 3+2       |                    | -                  | -                  |                      | 15                   | 7                    |               | -             | -             | 48     | 12     |
| 2007–08                 | «Баварія»               | БЛ                      | 30        | 5         | КН                 | 6                  | 0                  | КУЄФА                | 10                   | 0                    | КЛ            | 3             | 0             | 49     | 5      |
| 2008–09                 | «Баварія»               | БЛ                      | 29        | 4         | КН                 | 4                  | 1                  | ЛЧ                   | 9                    | 2                    | -             | -             | -             | 42     | 7      |
| Усього за «Баварію»     | Усього за «Баварію»     | Усього за «Баварію»     | 169       | 14        |                    | 24                 | 2                  |                      | 49                   | 3                    |               | 7             | 1             | 249    | 20     |
| 2009–10                 | «Гамбург»               | БЛ                      | 23        | 6         | КН                 | 2                  | 0                  | ЛЄ                   | 14                   | 1                    | -             | -             | -             | 39     | 7      |
| 2010–11                 | «Гамбург»               | БЛ                      | 31        | 1         | КН                 | 2                  | 0                  | -                    | -                    | -                    | -             | -             | -             | 33     | 1      |
| Усього за «Гамбург»     | Усього за «Гамбург»     | Усього за «Гамбург»     | 54        | 7         |                    | 4                  | 0                  |                      | 14                   | 1                    |               | -             | -             | 72     | 8      |
| 2011–12                 | «Аль-Гарафа»            | СЛ                      | 14        | 1         | КШЯ+КЗ+КЕК         | 0+0+4              | 0                  | -                    | -                    | -                    | -             | -             | -             | 18     | 1      |
| 2012                    | «Греміо»                | ЛГ+A                    | 0+29      | 3         | КБ                 | 0                  | 0                  | Пак                  | 4                    | 1                    | -             | -             | -             | 51     | 25     |
| 2013                    | «Греміо»                | ЛГ+A                    | 9+22      | 4+3       | КБ                 | 1                  | 0                  | КЛ                   | 9                    | 3                    | -             | -             | -             | 44     | 9      |
| 2014                    | «Греміо»                | ЛГ+A                    | 7+31      | 1+0       | КБ                 | 1                  | 0                  | КЛ                   | 5                    | 0                    | -             | -             | -             | 44     | 1      |
| Усього за «Греміо»      | Усього за «Греміо»      | Усього за «Греміо»      | 16+82     | 5+6       |                    | 2                  | 0                  |                      | 18                   | 4                    |               | -             | -             | 118    | 15     |
| 2015                    | «Палмейрас»             | ЛП+A                    | 14+24     | 1+2       | КБ                 | 7                  | 4                  | -                    | -                    | -                    | -             | -             | -             | 45     | 7      |
| Усього за кар'єру       | Усього за кар'єру       | Усього за кар'єру       | 559       | 58        |                    | 48                 | 6                  |                      | 129                  | 17                   |               | 10            | 1             | 746    | 82     |

## Титули і досягнення
| - Чемпіон Іспанії (1): «Реал Мадрид»: 1996-97 - Володар Суперкубка Іспанії з футболу (1): «Реал Мадрид»: 1997 - Чемпіон Німеччини (4): «Баварія»: 2003, 2005, 2006, 2008 - Володар Кубка Німеччини (4): «Баварія»: 2003, 2005, 2006, 2008 - Володар Кубка німецької ліги (2): «Баварія»: 2004, 2007 - Володар Кубка Бразилії (1): «Палмейрас»: 2015 | - Володар Кубка Конфедерацій (2): Бразилія: 1997, 2005 - Володар Кубка Америки (2): Бразилія: 1997, 1999 - Віце-чемпіон світу: 1998 - Срібний призер Золотого кубка КОНКАКАФ: 1996 - У символічній збірній чемпіонату світу: 2006 - Володар бразильського «Срібного м'яча»: 2012, 2014 - У символічній збірній чемпіонату штату Сан-Паулу: 2015 |